# Aplikacja notarialna
Aplikacja notarialna – forma szkolenia osób przygotowujących się do wykonywania zawodu notariusza. Polega na zaznajomieniu się osoby po studiach prawniczych z całokształtem pracy notariusza. Aplikacja notarialna  trwa 3 lata i 6 miesięcy i jest niezbędna przed rozpoczęciem pracy w zawodzie notariusza, poza przypadkami wymienionymi w ustawie.

## Tryb otrzymania aplikacji
Aplikantem może być osoba pełnoletnia, niekarana, która korzysta z pełni praw obywatelskich i posiada tytuł magistra prawa. Aplikację otrzymuje się po zdaniu egzaminu, którego tryb i zasady określa ustawa. Różni się on od egzaminu na aplikację adwokacką i radcowską jedynie wymaganiami związanymi z zawodem notariusza. Egzamin na aplikację notarialną odbywa się w formie testu pisemnego.